# Kent Plaza
Das Kentplaza AVM ist im Stadtzentrum von Konya im Bezirk Selçuklu das größte Einkaufszentrum. Es kostete ca. 150 Millionen türkische Lira (TL).

## Planung und Geschichte
Bei der Planung wurde darauf geachtet, mehr als 60 internationale und nationale Marken wie Tommy Hilfiger, Lacoste und Starbucks nach Konya zu bringen. Das Kentplaza ist das einzige Einkaufszentrum in Konya mit internationalen Standards. Nicht nur der Konsumbedarf soll gedeckt werden, sondern die Bevölkerung soll hier auch Zeit mit der Familie verbringen, Spaß haben und Sport treiben. Zudem soll das Kentplaza für Menschen aus der ganzen Welt, die jährlich nach Konya strömen, um das Mevlana-Museum zu besuchen, eine zweite Adresse sein. Das Projekt soll sowohl zur Förderung und Entwicklung von Konya als auch zur türkischen Wirtschaft beitragen. Zu den Erwartungen gehören die Steigerung des Umsatzes und der Besucherzahl um 20 %.

## Architektur
Das Einkaufszentrum verfügt über einen großen Vergnügungspark, der 5600 Quadratmeter umfasst, einen Bowlingsalon und einen großen Sportbereich mit zwei Swimmingpools mit einer Fläche von 6'500 Quadratmetern. Zudem hat es ein Kino mit 11 Leinwänden und einem speziellen Spielplatz für Kinder. Die größte Fläche hat der Shopping-Bereich mit 45'000 Quadratmetern. Es hat sowohl drinnen als auch draußen eine Parkplatzkapazität von 1'750 Autos. Bei der Gestaltung des Einkaufszentrums werden die unterschiedlichen Materialien und Fassadenkonfigurationen der Gebäudemasse benutzt. Das Gebäude besteht aus sechs Etagen: Im Erdgeschoss befinden sich Geschäfte und Bankautomaten, im ersten und im zweiten Stock sind noch weitere Geschäfte. Im obersten Stock, Unterhaltungszone genannt, befindet sich das Kino Cinemaximum, das Kinderland und der Gastronomiebereich.

## Investoren
Das Projekt wurde von den fünf Investoren Ramazan Biberci, Aslan Korkmaz, Selim Somuncu, Mehmet Ali Çiftçi und Ahmet Arıcı finanziert. Gemeinsam haben sie die Deha AVM AS gegründet, um dieses Projekt zu verwirklichen.
Die DEHA-Gruppe wurde 2010 in Konya gegründet, um Projekte mit hohen Standards und Mehrwert im Immobiliensektor, einem der führenden Sektoren der Türkei, zu entwickeln. DEHA Einkaufszentren San. Handeln Inc. und DEHA Gayrimenkul Yatırım İnşaat Taahhüt San. Handeln Inc. sind die ersten Unternehmen, die unter dem Dach der DEHA-Gruppe gegründet wurden. Die Gruppe zielt in erster Linie darauf ab, das wachsende Potenzial von Konya im Immobilienbereich zu maximieren und dauerhafte Werke zu schaffen, die Konya einen Mehrwert verleihen. Durch Investitionen, innovative Herangehensweise und Vielseitigkeit erregt die DEHA bereits große Aufmerksamkeit in der nationalen Öffentlichkeit mit den Projekten, die sie im Immobilienbereich realisiert hat und an denen sie noch arbeitet.
DEHA macht im Immobiliensektor mit Parkmahal, dem größten Projekt mit gemischter Nutzung in Konya, große Schritte nach vorne, wo sie weiterhin mit dem Kentplaza Complex zusammenarbeitet, der aus dem ersten Projekt Kentplaza Office und dem Kentplaza Shopping and Life Center besteht.

## Lage
Das Kentplaza AVM befindet sich im Nordwesten des Stadtzentrums von Konya an der Schnellstraße Konya-Antalya. Es ist auch mit öffentlichem Verkehr zu erreichen. Die Buslinien 150-A, 53-A, 56-A und das Tram 1 ermöglicht den Menschen, das Einkaufszentrum schnell und einfach zu erreichen.